# 康柏Evo
康柏Evo是由康柏和惠普在2002年合并后出品的商用台式机及笔记本电脑与瘦客户端产品系列。于 2001 年 5 月推出，取代了台式机的Deskpro系列和笔记本电脑的Armada系列。 后来，Evo更名为HP Compaq，最后一款使用“Evo”名称的电脑是Compaq Evo Notebook N620c，此系列品牌一直使用到2013 年。

## 引用
1. ↑  Nadel, Brian. . CNET.   [2022-05-03]. （原始内容存档于2022-05-03） （英语）.
2. ↑  . archive.ph. 2012-07-16  [2022-05-03]. 原始内容存档于2022-05-03.
3. ↑  Ziegler, Chris. . The Verge. 2012-05-23  [2022-05-03]. （原始内容存档于2020-05-12） （英语）.